# Жељко Хубач
Жељко Хубач (Тузла, 19. јул 1967) српски је драмски писац, драматург, позоришни критичар, новинар и сценариста.

## Биографија
Одрастао је у Зеници и Лесковцу.
Завршио је Електротехнички факултет Универзитета у Нишу а потом и драматургију на Факултету драмских уметности.
Био је члан редакције едиције Савремена српска драма. главни уредник Позоришних новина, позоришне ревије Премијера плус и уредник издања  позоришног часописа Театрон у Музеју позоришне уметности Србије.
Његови комади су извођени на сценама професионалних позоришта у Србији, Босни и Херцеговини, Бугарској и Хрватској.
Пише позоришне критике и објављује театролошке есеје. Члан је Међународног удружења позоришних критичара и театролога.
Учесник је неколико домаћих и интернационалних пројеката у области културе и уметности.
Сценариста је и аутор неколико ТВ емисија и два играна серијала, у продукцији телевизијских кућа у Србији и Црној Гори.
Радио је као дописник агенције Радио Слободна Европа и сарадник часописа Хелсиншка повеља и колумниста Данас-а. Члан је Независног удружења новинара Србије.
Био је драматург у Српском народном позоришту у Новом Саду те драматург и уредник издавачке делатности у Народном позоришту у Београду.

## Награде
- Награда за најбољи драмски текст на Фестивалу професионалних позоришта Србије „Јоаким Вујић“ 1994.[2]
- Награда Бранислав Нушић, два пута[2]
- Награда за најбољи текст на Фестивалу луткарских позоришта Србије 2002.[2]
- Награда за најбољи комедиографски текст на Данима комедије 2004.[2]
- Награда за најбољи савремени драмски текст на Сусретима позоришта/казалишта БиХ 2010.[2]
- Награда за најбољи савремени драмски текст на Фестивалу праизведби 2015 и др.[2]
- Награда Народног позришта у Београду за уметнички и радни допринос 2010.[2]
- Октобарска награда града Лесковца 2016. године[2]

## Дела
Сценарији
- Чаробна свирала вилењака Милана, дугометражни анимирани филм[3]
- Мало пара, пуно жеља[3]
- Апсолутна тишина[3]
- Војна академија 5, филм
- Војна академија, ТВ серија
- Камионџије ДОО, ТВ серија
- Радио Милева, ТВ серија

Позориште
- Велики пут, 11.10.1977, Лесковац, Народно позориште у Лесковцу[3]
- Ближи небу, 05.05.1994, Лесковац, Народно позориште[3]
- Ближи ватри, 16.12.1995, Лесковац, Народно позориште[3]
- Кланац, 30.04.1998, Шабац, Шабачко позориште[3]
- Копље, 15.09.1998, Ужице, Народно позориште у Ужицу[3]
- Отмица и вазнесење, 26.02.1999, Крушевац, Крушевачко позориште[3]
- Ближи земљи, 12.04.2000, Београд, Култ театар[3]
- Комшије су криве, 22.05.2000, Београд, Позориште Славија[3]
- Мала сирена, 09.11.2001, Зрењанин, Народно позориште „Тоша Јовановић”[3]
- Комендијаши, 25.11.2001, Београд, Народно позориште у Београду[3]
- Велика драма, 22.02.2002, Београд, Народно позориште[3]
- Осамдесетдевета, 11.04.2002, Нови Сад, Позориште младих[3]
- Лепотица и звер, 12.04.2002, Ниш, Позориште лутака[3]
- Царево ново одело, 17.11.2002, Зрењанин, Народно позориште „Тоша Јовановић”[3]
- Мала сирена, 29.12.2003, Лесковац, Народно позориште[3]
- Било једном на Балкану, 21.02.2004, Кикинда, Народно позориште Кикинда[3]
- Чаробна свирала вилењака Милана илити Како је Милан полетео без крила, 06.10.2005, Зрењанин, Народно позориште „Тоша Јовановић”[3]
- Успавана лепотица, 21.11.2005, Београд, Пан театар[3]
- Косовска... 09.10.2006, Шабац, Шабачко позориште[3]
- Ратко и Јулијана, 25.11.2006, Лесковац, Народно позориште[3]
- Мала сирена, 02.10.2007, Шабац, Шабачко позориште[3]
- Мала сирена, 11.12.2007, Београд, Пан театар[3]
- Зачарано краљевство - Размажени принц, 16.12.2007, Београд, Пан театар[3]
- Лепотица и звер, 15.04.2008, Крушевац, Крушевачко позориште[3]
- Ближи небу, 02.10.2009, Шабац, Шабачко позориште[3]
- Државни службеници, 04.11.2010, Београд, Народно позориште[3]
- Живот је пред тобом, 18.12.2010, Београд, Београдско драмско позориште[3]
- Лепотица и звер, 05.03.2011, Врање, Позориште Бора Станковић[3]
- Мали брачни злочини, 16.04.2011, Београд, Народно позориште[3]
- Неспоразум, 10.12.2011, Београд, Народно позориште[3]
- Успавана лепотица, 11.04.2012, Шабац, Шабачко позориште[3]
- Отмица и вазнесење Јулијане К, 07.10.2012, Шабац, Шабачко позориште[3]
- Лепотица и звер, 17.11.2012, Ниш, Позориште лутака[3]
- Дама с камелијама, 01.10.2013, Београд, Народно позориште[3]
- Бизарно, 01.10.2013, Београд, Народно позориште[3]
- Мајка храброст и њена деца, 01.06.2014, Београд, Народно позориште[3]
- Лепотица и звер, 26.10.2014, Београд, Пан театар[3]
- Петар, 01.11.2014, Београд, Битеф театар[3]
- Бизарно, 29.01.2016, Лесковац, Народно позориште[3]
- Берлински зид, 09.03.2016, Београд, Београдско драмско позориште[3]
- Бизарно, 12.06.2018, Зајечар, Народно позориште Тимочке крајине „Зоран Радмиловић”[3]
- Свици, 25.04.2019, Лесковац, Народно позориште[3]
- Ако се пробудиш, 06.10.2019, Лесковац, Народно позориште[3]
- Сан летње ноћи, 08.10.2019, Београд, Народно позориште[3]
- Страхиња, 11.10.2019, Лазаревац, Пулс театар[3]